# DS Smith

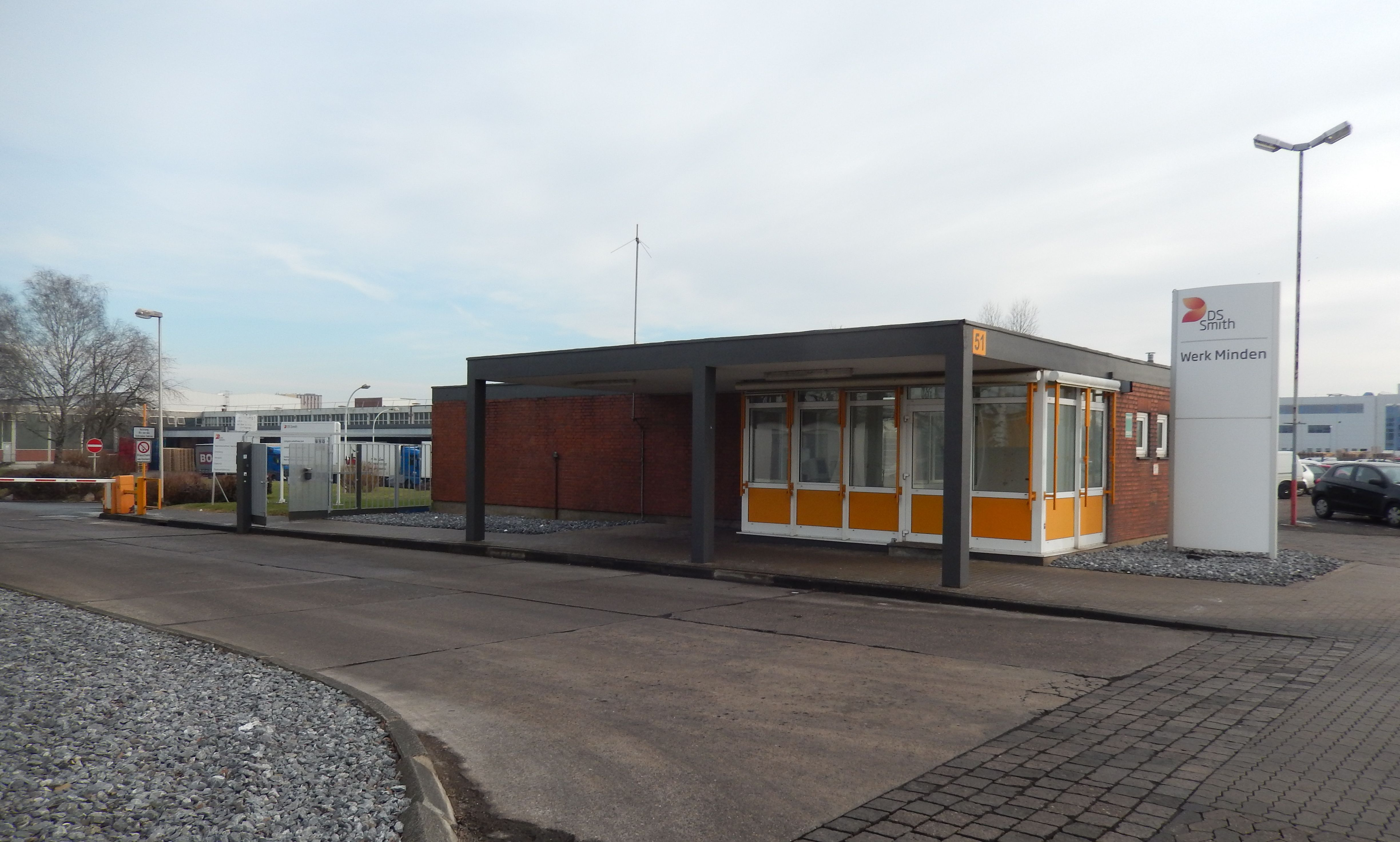
Pförtnerhaus zum DS Smith Werk in Minden

DS Smith ist ein britischer Verpackungshersteller mit Hauptsitz in London und Betriebsstätten in 37 Ländern. Das Unternehmen ist an der London Stock Exchange notiert und ist im FTSE 100 Index enthalten.

## Geschichte
DS Smith wurde 1940 gegründet und ist seit den späten 1950er Jahren an der London Stock Exchange notiert. 1986 erwarb das Unternehmen die St Regis Paper Company und 1988 die Kemsley Paper Mill, beides Papierhersteller. 1991 folgte der Kauf von Kaysersberg Packaging, einem führenden französischen Verpackungsunternehmen, 1993 die Akquisition von James Spicer & Sons, einem britischen Büroartikel-Großhändler. 1996 kam es zum Erwerb von John Dickinson Stationery, einem britischen Briefumschlaghersteller und 2004 zum Kauf von Linpac Containers, einem britischen Hersteller von Wellpappe. Im Juli 2011 wurde der Büroartikel-Großhändler Spicers wieder für 200 Millionen Pfund verkauft.
Im Juli 2012 erwarb DS Smith die Packmittelsparte des schwedischen Zellulose- und Papierproduzenten SCA für ca. 1,6 Milliarden Euro (damals etwa 1,3 Milliarden Pfund). Es folgte im Mai 2015 die Übernahme von Duropack für ca. 300 Millionen € (damals etwa 220 Millionen £). Im Dezember 2017 wurde DS Smith in den FTSE 100 Index aufgenommen. Im Januar 2019 vollendete DS Smith die Übernahme des spanischen Verpackungsherstellers Europac, der im Geschäftsjahr 2017 2300 Mitarbeiter beschäftigte und einen Umsatz von 1,2 Milliarden Euro auswies. Die Börsennotierung Europacs wurde nach der Übernahme aufgehoben.

## Tätigkeit
„DS Smith“ stellt Verpackungen aus Wellpappe, Kunststoff und Recyclingpapier in 37 Ländern her.